# Masia de la Guinea
La Masia de la Guinea, coneguda anteriorment com a Masia del Sastre, fou una masia de l'Eliana, situada a la partida del Fondo del català, coneguda modernament com a urbanització el Paradís.
La finca feia unes 300 fanecades, amb plantacions de tarongerars i terra campa on es produïa blat, dacsa, cotó, hortalisses i oliveres, regades pel seu propi pou i una gran bassa estany. Contenia dos edificis ben delimitats: un habitatge de parets emblanquinades, amb planta baixa i pis, destinada als senyors, i la casa dels masovers, de planta baixa a dos aigües, magatzem, corral i vaqueria. Destacava el jardí mediterrani situat al davant de la casa dels senyors.
Els senyors Víctor Martínez Solana i Isabel Pérez Rogero, la senyoreta, van adquirir la masia l'any 1940 i la van batejar com la Guinea en record de les seues plantacions de cafè a l'antiga Guinea espanyola (Guinea Equatorial). El senyor Martínez Solana, amb el seu pare i els seus germans van ser els fundadors de l'empresa Martínez Hermanos, que al segle XXI continua sent una important empresa del sector de l'alimentació a la república de Guinea Equatorial.
El 1959 va adquirir la propietat el senyor Fèlix Pastor Benavent, que replantà de tarongers tota la finca; en aquesta època feien de masovers el senyor José Policarpo Guerrero i la senyora Pilar Ballester Garcia. Finalment, la propietat passa a Manuel Sanía i companyia, que va desfer la propietat reconvertint-la a una urbanització de xalets.